# Necrophagist

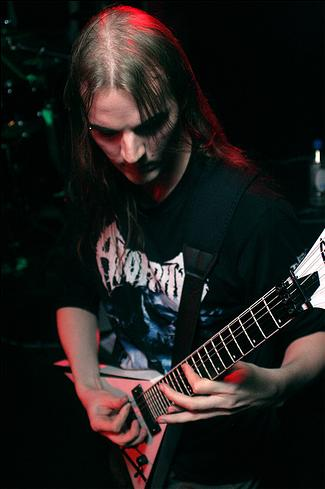
Sami Raatikainen podczas koncertu 15 października 2006

Necrophagist – niemiecka grupa muzyczna wykonująca techniczny death metal/metal progresywny. Założycielem zespołu jest Muhammed Suiçmez, którego charakterystyczna neo-klasyczna technika grania na gitarze jest wizytówką zespołu.

## Historia
Po nagraniu dema, wszyscy członkowie zespołu odeszli. Muhammed własnoręcznie nagrał debiutancki album Onset of Putrefaction (1999) i zajął się jego produkcją. Po roku album ukazał się pod skrzydłami wytwórni Noise Solution Records. W 2002 roku do zespołu dołączył Christian Müenzner. W lecie 2003 roku gotowy był materiał na następny album, jednak w zespole nadal brakowało perkusisty i basisty. Tuż przed nagraniem nowego albumu Stefan Fimmers i Hannes Grossmann zasilili szeregi Necrophagist. Nagranie albumu Epitaph, już w pełnym składzie, rozpoczęto w lecie 2003 roku. Data wydania albumu to 3 sierpnia 2004 roku. Muzykę napisał w całości Muhammed, oprócz jednego utworu, w którym pomagał mu Müenzner. 14 września 2004 roku ponownie wydany został pierwszy album Necrophagist Onset of Putrefaction przez wytwórnię Relapse Records (w USA album wydany przez Willowtip Records). Tym razem od początku nagrana została perkusja przez Hannesa, a nagranie basu, gitary i wokali zostało poprawione. Na początku 2006 roku z zespołu, z powodów osobistych odszedł gitarzysta Christian Müenzner, zastąpił go członek fińskiego zespołu Codeon, Sami Raatikainen.
Od końca 2004 roku Muhammed chorował, co spowodowało odwołanie trasy koncertowej zespołu, również w Polsce.
Zespół do tej pory zagrał w Polsce dwa koncerty, wystąpił 9 stycznia 2006 roku w warszawskim klubie Proxima i 10 stycznia 2006 roku w krakowskim klubie Extreme w ramach trasy promującej album Epitaph.

## Muzycy
Obecny skład zespołu
- Muhammed Suiçmez – śpiew, gitara (od 1992)
- Sami Raatikainen – gitara (od 2006)
- Stefan Fimmers – gitara basowa (od 2003)
- Romain Goulon  – perkusja (od 2008)

Byli członkowie zespołu
- Jan-Paul Herm – gitara (1992-1995)
- Mario Petrovic – gitara (2000-2001)
- Björn Vollmer – gitara (2001-2002)
- Christian Münzner – gitara (2002-2006)
- Matthias Holzapfel – gitara (1995)
- Jochen Bittmann – gitara basowa (1992-2001)
- Julien Laroche – gitara basowa (2001-2003)
- Heiko Linzert – gitara basowa (2003)
- Raphael Kempermann – perkusja (1992-1995)
- Daniel Silva – perkusja (1995-1998, 2001-2003)
- Slavek Foltyn – perkusja (2000-2001)
- Hannes Grossmann – perkusja (2003–2007)
- Marco Minnemann – perkusja (2007-2008)

## Dyskografia
Albumy studyjne
- Onset of Putrefaction (1999)
- Epitaph (2004)

Dema
- Requiems of Festered Gore (1992)
- Necrophagist (1995)